# 呉耀宗
呉耀宗 （ごようそう、1893年11月4日 - 1979年9月17日、簡体字: 吴耀宗、拼音: Wu Yaozong、ウェード式：Wu Yao Tsung、英文：Y.T. Wu）は中華人民共和国でプロテスタント教会の三自愛国運動を提唱した主要人物である。
彼とその賛同者の提唱が、現在の中国の合同プロテスタント教会組織である中国基督教協会（会長：丁光訓）の基本的な考え方になっている。

## 生い立ち
1893年、呉耀宗は広州の木材商のキリスト教ではない家庭に生まれた。 1913年、北京で税務学堂に学び、卒業後は税関事務所で働いた。このために、広州人ではあるが、北京語がよくできた。

## クリスチャンとして
1918年、会衆派教会に所属し、洗礼を受けた。1920年、基督教青年会（YMCA）の学校を管理し、1924年、ニューヨーク・ユニオン神学校（Union Theological Seminary in New York City ）で神学と哲学を学び、哲学修士号を取得。1927年帰国し、上海で中華基督教青年会（中国YMCA）の全国学校を管理した。

## 抗日戦争と中華人民共和国の成立
1937年、再びユニオン神学校で学び、翌年に帰国し、中華基督教青年会の全国協会出版社の主任になった。1950年、その後「三自愛国運動」のもとになる論文『新中国における中国キリスト教の前途』を起草した。さまざまな議論と反対の中、中国基督教三自愛国運動委員会が成立し、呉耀宗はその主席に選出された。

## 文化大革命とその後
文化大革命の最中、呉耀宗は労働改造を課された。1979年、北京で亡くなっている。
その翌年に、基督教両会（中国基督教協会と中国基督教三自愛国運動委員会）が全国組織として正式に成立し、丁光訓が会長に就任している。